# Nuncjatura Apostolska w Zambii
Nuncjatura Apostolska w Zambii – misja dyplomatyczna Stolicy Apostolskiej w Republice Zambii. Siedziba nuncjusza apostolskiego mieści się w Lusace.
Nuncjusze apostolscy w Zambii akredytowani są również w Republice Malawi.

## Historia
W 1965 papież Paweł VI utworzył Nuncjaturę Apostolską w Zambii. Od 21 maja 1966 misja ta obejmuje również Malawi.